# Seznam belgijskih plavalcev
Seznam belgijskih plavalcev.

## A
- Jasper Aerents
- Sidney Appelboom

## B
- Brigitte Becue

## C
- Louis Croenen

## D
- Fred Deburghgraeve
- Dieter Dekoninck
- Sebastien De Meulemeester
- Valentine Dumont

## L
- Fanny Lecluyse
- Ingrid Lempereur

## T
- Pieter Timmers

## V
- Luc Van de Vondel
- Fleur Vermeiren